# مشية عسكرية

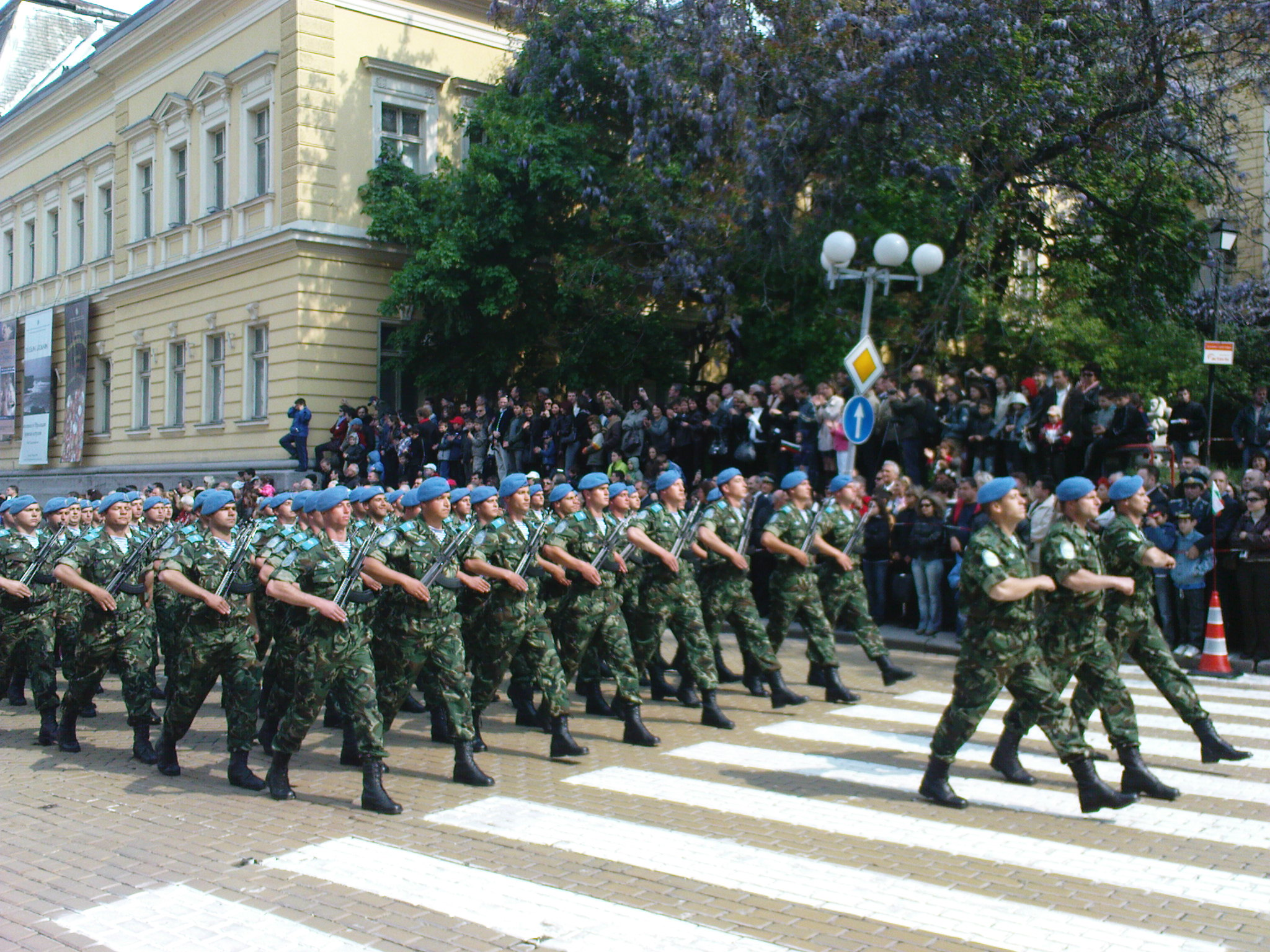
جنود مشاة بلغاريون يقومون بتأدية المشية العسكرية خلال قعالية يوم الجيش

المشية العسكرية عن مشية خاصة بالعسكريين، تُؤدى غالبًا خلال العروض العسكرية، أو خلال الجنازة العسكرية. المشية العسكرية هي مشية منتظمة للجنود، يتم تحريك الأقدام واليدين بشكل متزامن بين الجنود. ويتم ترديد كلمات حماسية أثناء المشي، وتكون المشية العسكرية إما مشيًا بطيئًا، أو هرولة.

## كيفية المشية العسكرية
تتم المشية العسكرية من خلال تقديم القدم اليمنى إلى الأمام، مترافقة مع اليد اليمنى المقبوضة، مع إرجاع اليد قليلًا، ثم تحريك القدم اليسرى، مع اليد اليسرى المقبوضة إلى الأمام. ويكون ذلك مترافقًا مع ضربة قدم قوية في كل خطوة، والسير للأمام، وغالبًا يُصدر الجنود عبارات حماسية بصوت عال، مثل هه، أو يقومون بترديد بعض الأهازيج.